# ليو فيلدز
ليو فيلدز (بالإنجليزية: Lew Fields)‏ هو مخرج وممثل أمريكي، ولد في 1867 في بيفرلي هيلز في الولايات المتحدة، وتوفي بنفس المكان في 20 يوليو 1941.

## وصلات خارجية
- ليو فيلدز على موقع IMDb (الإنجليزية)
- ليو فيلدز على موقع الموسوعة البريطانية (الإنجليزية)
- ليو فيلدز على موقع ميوزك برينز (الإنجليزية)
- ليو فيلدز على موقع قاعدة بيانات برودواي على الإنترنت (الإنجليزية)
- ليو فيلدز على موقع قاعدة بيانات الفيلم (الإنجليزية)